# Raphaella Monteiro
Raphaella Monteiro da Silva (Rio de Janeiro, 28 de janeiro de  1995) é uma basquetebolista profissional brasileira que atua como ala.
Raphaella Monteiro fez parte do elenco da Seleção Brasileira de Basquetebol Feminino no Pan de Lima de 2019, em Lima.